# فوجة كندي
فوجة كندي (بالفارسية: فوجه‌کندی) هي منطقة سكنية تقع في قسم تشاراويماق الجنوبي الغربي الريفي في إيران. يقدر عدد سكانها بـ 163 نسمة .